# Discussions internationales de Genève
Les Discussions internationales de Genève (GID) sont des discussions internationales, lancées à Genève, en Suisse, en octobre 2008, pour aborder les conséquences du conflit de 2008 en Géorgie. Coprésidé par l'Organisation pour la sécurité et la coopération en Europe (OSCE), l'Union européenne (UE) et les Nations unies (ONU), le processus de Genève réunit des représentants des participants au conflit, dont la Géorgie, la Russie, l'Abkhazie et l'Ossétie du Sud, ainsi que les États-Unis,.
Après la cessation des missions de l'ONU et de l'OSCE en Abkhazie et en Ossétie du Sud à la suite de la guerre russo-géorgienne d'août 2008, le GID reste la seule plate-forme permettant à toutes les parties intéressées de discuter des questions liées à la sécurité et des besoins humanitaires des personnes touchées par le conflit,.
L'engagement de non-recours à la force est l'une des principales questions abordées lors de plusieurs rencontres des GID. La Géorgie a fait un engagement unilatéral de non-recours à la force le 23 novembre 2010 et a depuis insisté sur le fait que la Russie devrait faire de même. Le gouvernement russe refuse de suivre le mouvement, alléguant qu'il n'est pas une partie du conflit. Au lieu de cela, il souhaite que la Géorgie signe des traités prévoyant le non-recours à la force directement avec l'Abkhazie et l'Ossétie du Sud, ce que la Géorgie refuse, ces entités faisant partie de son État souverain. La Russie exprime également ses inquiétudes concernant les relations de la Géorgie avec l'OTAN et la coopération militaire avec les États-Unis.
Une autre source majeure de désaccord est la question du retour des personnes déplacées à l'intérieur du pays (PDI) et des réfugiés, principalement des géorgiens de souche, que les représentants de l'Abkhazie et de l'Ossétie du Sud, avec le soutien de la Russie, refusent de discuter tant que la Géorgie sera en mesure d'obtenir les résolutions annuelles sur les PDI à l'Assemblée générale des Nations unies. Parmi les sujets abordés lors des entretiens figurent ceux liés à la langue d'enseignement dans les écoles des zones à prédominance géorgienne d'Abkhazie (comme le district de Gali) ainsi que la liberté de mouvement et de mobilité, les personnes disparues, le patrimoine environnemental et culturel.
À l'été 2016, le vice-ministre abkhaze des Affaires étrangères, Kan Taniya, déclare dans une interview au journal allemand Junge Welt que les discussions internationales de Genève étaient bloquées.